# Vladimir Smirnov (affärsman)
Vladimir Aleksejevitj Smirnov (ryska: Владимир Алексеевич Смирнов), född 1957 i Pskov i Sovjetunionen, är en rysk ingenjör och affärsman.
Han utbildade sig till elektroingenjör på  Statens akademi för flygelektronik i Leningrad, med examen 1980. Han disputerade i teknologi 1986 och i ekonomi 2000. Han arbetade som forskare från 1988 på Statens akademi för flygelektronik.
År 1990 grundade han, med tyska partners, ett av Sankt Petersburgs första samriskföretag.
Han har sedan tidigt 1990-tal ägt en datja i Solovjovka i Priozerskijdistriktet i Leningrad oblast, på östra stranden av sjön Komsomolskoje på Karelska näset utanför Sankt Petersburg. Där ingick han från 1996, tillsammans med Vladimir Putin, Jurij Kovaltjuk, Vladimir Jakunin, bröderna Andrej och Sergej Fursenko, Viktor Mjatjin (född 1961) och Nikolaj Sjamalov (född 1960), i datjakooperativet och grindsamhället Ozero.
Åren 1997–1998 var han chef för det 1994 bildade bensinbolaget Peterburgskaja toplivnaja kompania (PTK) (ryska: Петербургская топливная компания, fritt översatt: Petersburgs bränslebolag) och därefter styrelseordförande i samma företag 1999–2001. Åren 2002–2007 var han chef för Techsnabexport (TENEX), som var exportör av varor och tjänster från rysk kärnenergiindustri.